# Karayolları Spor Kulübü 2019-2020
Questa voce raccoglie le informazioni riguardanti il Karayolları Spor Kulübü nelle competizioni ufficiali della stagione 2019-2020.

## Organigramma societario
Area direttiva
- Presidente: Kamuran Yazıcı

Area tecnica
- Allenatore: Hüseyin Doğanyüz
- Allenatore in seconda: Sadık Şatıroğlu
- Assistente allenatore: Ali Gönencan
- Scoutman: Mehmet Sönmez

## Rosa
| N° | Nome              | Ruolo | Data di nascita   | Nazionalità sportiva |
| -- | ----------------- | ----- | ----------------- | -------------------- |
| 1  | Ayyüce Altıntaş   | C     | 11 marzo 2002     | Turchia              |
| 2  | Symone Abbott     | S     | 27 settembre 1996 | Stati Uniti          |
| 3  | Gülçin Doğan      | L     | 19 maggio 1990    | Turchia              |
| 5  | Selin Navruz      | L     | 22 aprile 1997    | Turchia              |
| 6  | Merve Nezir       | S     | 16 dicembre 1997  | Turchia              |
| 7  | Julija Herasymova | C     | 15 settembre 1989 | Ucraina              |
| 9  | Ezgi Akyaldız     | S     | 25 maggio 1998    | Turchia              |
| 10 | Ayçin Akyol       | C     | 15 giugno 1999    | Turchia              |
| 11 | Kübra Kegan       | P     | 18 luglio 1995    | Turchia              |
| 12 | Tuğçe Ceyhan      | S     | 3 giugno 1995     | Turchia              |
| 15 | Merve Atlıer      | C     | 31 marzo 2000     | Turchia              |
| 16 | Fulden Ural       | S     | 3 gennaio 1991    | Turchia              |
| 17 | Tutku Yüzgenç     | O     | 15 gennaio 1999   | Turchia              |
| 18 | Ezgi Kara         | C     | 27 dicembre 2000  | Turchia              |
| 20 | Elif Şahin        | P     | 19 gennaio 2001   | Turchia              |

## Statistiche

### Statistiche di squadra
| Competizione     | Punti | In casa | In casa | In casa | In trasferta | In trasferta | In trasferta | Totale | Totale | Totale |
| Competizione     | Punti | G       | V       | P       | G            | V            | P            | G      | V      | P      |
| ---------------- | ----- | ------- | ------- | ------- | ------------ | ------------ | ------------ | ------ | ------ | ------ |
| Sultanlar Ligi   | 21    | 11      | 3       | 8       | 11           | 2            | 9            | 22     | 5      | 17     |
| Coppa di Turchia | -     | 1       | 1       | 0       | 1            | 0            | 1            | 2      | 1      | 1      |
| Totale           | -     | 12      | 4       | 8       | 12           | 2            | 10           | 24     | 6      | 18     |

G = partite giocate; V = partite vinte; P = partite perse

### Statistiche dei giocatori
| Giocatore     | Campionato | Campionato | Campionato | Campionato | Campionato | Coppa di Turchia | Coppa di Turchia | Coppa di Turchia | Coppa di Turchia | Coppa di Turchia | Totale | Totale | Totale | Totale | Totale |
| Giocatore     | P          | PT         | AV         | MV         | BV         | P                | PT               | AV               | MV               | BV               | P      | PT     | AV     | MV     | BV     |
| ------------- | ---------- | ---------- | ---------- | ---------- | ---------- | ---------------- | ---------------- | ---------------- | ---------------- | ---------------- | ------ | ------ | ------ | ------ | ------ |
| S. Abbott     | 22         | 172        | 147        | 9          | 16         | 2                | 22               | 19               | 1                | 2                | 24     | 194    | 166    | 10     | 18     |
| E. Akyaldız   | 21         | 48         | 39         | 6          | 3          | 1                | 5                | 2                | 3                | 0                | 22     | 53     | 41     | 9      | 3      |
| A. Akyol      | 21         | 96         | 57         | 29         | 10         | 2                | 10               | 7                | 3                | 0                | 23     | 106    | 64     | 32     | 10     |
| A. Altıntaş   | 0          | 0          | 0          | 0          | 0          | 0                | 0                | 0                | 0                | 0                | 0      | 0      | 0      | 0      | 0      |
| M. Atlıer     | 14         | 52         | 19         | 25         | 8          | 1                | 1                | 1                | 0                | 0                | 15     | 53     | 20     | 25     | 8      |
| T. Ceyhan     | 20         | 90         | 72         | 14         | 4          | 2                | 13               | 9                | 3                | 1                | 22     | 103    | 81     | 17     | 5      |
| G. Doğan      | 22         | 0          | 0          | 0          | 0          | 2                | 0                | 0                | 0                | 0                | 24     | 0      | 0      | 0      | 0      |
| J. Herasymova | 22         | 150        | 83         | 65         | 2          | 2                | 18               | 14               | 3                | 1                | 24     | 168    | 97     | 68     | 3      |
| E. Kara       | 0          | 0          | 0          | 0          | 0          | 0                | 0                | 0                | 0                | 0                | 0      | 0      | 0      | 0      | 0      |
| K. Kegan      | 19         | 11         | 7          | 2          | 2          | 1                | 1                | 0                | 0                | 1                | 20     | 12     | 7      | 2      | 3      |
| S. Navruz     | 5          | 0          | 0          | 0          | 0          | 1                | 0                | 0                | 0                | 0                | 6      | 0      | 0      | 0      | 0      |
| M. Nezir      | 22         | 89         | 71         | 15         | 3          | 2                | 28               | 21               | 5                | 2                | 24     | 117    | 92     | 20     | 5      |
| E. Şahin      | 21         | 101        | 42         | 31         | 28         | 2                | 4                | 2                | 2                | 0                | 23     | 105    | 44     | 33     | 28     |
| F. Ural       | 10         | 40         | 32         | 2          | 6          | -                | -                | -                | -                | -                | 10     | 40     | 32     | 2      | 6      |
| T. Yüzgenç    | 20         | 317        | 259        | 33         | 25         | 1                | 10               | 8                | 2                | 0                | 21     | 327    | 267    | 35     | 25     |

P = presenze; PT = punti totali; AV = attacchi vincenti; MV = muri vincenti; BV = battute vincenti